# Sea Sorrow
Sea Sorrow (englisch für Leid auf See) ist das Regiedebüt der englischen Schauspielerin Vanessa Redgrave. In dem Filmessay verwebt sie ihre eigene Fluchtgeschichte als Kind im Zweiten Weltkrieg mit der Situation von Flüchtlingen von heute.
Der von ihrem Sohn Carlo Nero produzierte Film wurde 2017 in Cannes innerhalb der Reihe Special Screenings uraufgeführt. Vertrieben wird er vom British Council. Der Film eröffnete das Internationale Nürnberger Filmfestival der Menschenrechte 2017.

## Inhalt
Sea Sorrow ist eine filmische Collage über Aspekte der Flüchtlingskrise in Europa. Auslöser für den Film war ein Besuch Vanessa Redgraves, die sich seit Jahren für die Einhaltung der Menschenrechte engagiert, in dem sogenannten Dschungel von Calais. Sie war von der desolaten Lage der Migrantenkinder erschüttert. Vanessa Redgrave selbst war als dreijähriges Kind wegen der Bombenangriffe auf Städte in England im Zweiten Weltkrieg 1940 von London nach Herefordshire aufs Land evakuiert worden.
In der Erinnerung an die eigene Kindheit und bewegt von den Gesprächen mit Migranten in Calais entstand ihr Drehbuch zu dem Film. Eine Reihe von Familienfotos der Redgraves dienen als Bilddokumente für die eigene Geschichte. Ergänzt wird der Film durch Interviews mit Peter Sutherland, einem Berater des UN-Generalsekretärs in Flüchtlingsfragen, der Menschenrechtsaktivistin Lizz Clegg und dem Labour-Politiker Alfred Dubs, dem es nach zähen Bemühungen gelungen ist, dass im Englischen Parlament 2016 ein Zusatz zum Immigration Act 2016 im zweiten Durchgang vom House of Commons akzeptiert wurde. Das Amendment betrifft die Aufnahme von unbegleiteten Flüchtlingskindern in Großbritannien.
In einem weiteren Abschnitt des Films liest Emma Thompson aus historischen englischen Zeitungsartikeln vor, die sich mit der Einwanderung von Juden nach Großbritannien während des Holocausts befassen. Diese Texte unterscheiden sich nur unwesentlich in der Argumentation, der Tendenz und der Rhetorik von Artikeln über das Migrationsproblem in der aktuellen englischen Presse.
Der Titel Sea Sorrow ist ein Zitat aus Shakespeares Stück Der Sturm. Eingespielt wird in dem Film die Szene 2 aus Akt I der Verfilmung  mit Ralph Fiennes als Prospero und Daisy Bevan, einer Enkelin von Vanessa Redgrave, in der Rolle der Miranda. Prospero schildert seiner Tochter, wie sie nach ihrer Vertreibung ein Boot nahmen, ein faul Geripp’ von Boot, ganz abgetakelt / Kein Mast noch Segel, selbst die Ratten hatten’s / Aus Furcht geräumt: da laden sie uns aus / Zu weinen ins Gebrüll der See […]

## Rezeption
Peter Bradshaw vom Guardian hört in dem Titel Sea Sorrow ein schwaches Echo auf den mehrfach preisgekrönten Dokumentarfilm Seefeuer (Fuocoammare) von Gianfranco Rosi, der das Schicksal der Flüchtlinge auf der Mittelmeerinsel Lampedusa thematisiert. Seefeuer ist der Referenzfilm, an dem viele Kritiker Redgraves Film maßen.
Bis auf den Verriss durch den Kritiker des Evening Standard, der den Film als eine „Amateurpolemik“ über die Flüchtlingskrise bezeichnete und ihn am liebsten in das Familienarchiv der Redgraves verbannen würde, erhielt Sea Sorrow insgesamt ein positives Echo. Bemängelt wurden allgemein typische Anfängerfehler, wie mangelnde Beherrschung der Technik und ein wenig geordnetes Drehbuch. Gelobt wurde das Engagement, die Ernsthaftigkeit und die klare Sprache der Regisseurin.
David Ehrlich schreibt in IndieWire über den Film: „Redgraves Film ist so direkt, wie Rosis Film impressionistisch ist, ihr Plädoyer so ungeordnet wie das seine elegant. […] Vanessa Redgrave bringt eine Ernsthaftigkeit in diese Art der Dinge: Wenn sie über die gestrandeten Kinder spricht, denen der Wert ihres eigenen Lebens verweigert wird, kann man sich kaum vorstellen, dass selbst Theresa May von der moralischen Klarheit ihrer Forderungen nicht berührt wird“.
Guy Lodge von Variety nennt den Film einen „aufrichtigen, manchmal impressionistischen und formal naiven cri de coeur (franz. „Aufschrei des Herzens“) […] ein Appell an Bürger und Politiker, Herzen, Geist und Grenzen zu öffnen für jene, die vom Krieg in Syrien, Afghanistan und sonstwo betroffen sind.“
In Bezug auf künstlerischen Wert und cineastische Perfektion sei er zwar kein Volltreffer („doesn’t score heavily“), Redgrave habe sich aber mit einem Thema von überwältigender Relevanz auseinandergesetzt, vor dem andere, geschmeidiger agierende („more smoothly accomplished“) Regisseure zurückschreckten.
Der Film gebe vor allen den Flüchtlingen viel Zeit zu sprechen, so Thomas Sotinel von Le Monde. Ihre außergewöhnlichen und herzzerreißenden Geschichten zeigten, dass das, was eine reiche Engländerin und einen Teenager aus Guinea verbindet, stärker sei als das, was sie trennt.